# 谭中怡
谭中怡（1991年5月29日—）是重庆人，中国女子国际象棋棋手。

## 生平
2009年获女子特级大师称号。毕业于上海财经大学。
谭中怡曾获得过世界国际象棋女子10岁组冠军（2000年、2001年）、女子12岁组冠军（2002年）。2011年夺得世界大学生运动会女子个人、团体两枚金牌。同年，代表中国队夺得了2011年世界国际象棋团体锦标赛女子团体金牌，并获得第四台次个人金牌。她是2013年、2015年两度中国国际象棋女子名人赛冠军得主。2015年，她还获得了全国国际象棋锦标赛女子冠军。
在伊朗首都德黑兰举行的2017年女子国际象棋世界锦标赛上战胜福伊索（美）、乌什尼娜（乌）、帕德米尼（印）、居文君（中）、哈丽卡（印）和安娜·穆兹丘克（乌）夺冠。成为自谢军、诸宸、许昱华、侯逸凡之后，中国的第5位世界棋后，也是女子国象歷史上第16位世界西洋棋后。2014年，谭中怡开始兼任重庆棋院教练；2015年，她成为国家队助理教练。
2022年12月28日，谭中怡获得世界快棋锦标赛冠军。

## 外部連結
- 谭中怡－在ChessGames.com的棋手檔案

| 前任： 居文君 | 中国国际象棋女子冠军 2015年 | 繼任： 郭琦 |